# シュトックハイム (オーバーフランケン)
シュトックハイム (ドイツ語: Stockheim) は、ドイツ バイエルン州 オーバーフランケン行政管区のクローナハ郡に属する町村（以下、本項では便宜上「町」と記述する）。連邦道B85沿いのハースラハ川河畔に位置し、ビールと古城街道でも知られている。

## 地理
シュトックハイムは、フランケンヴァルト自然公園内に位置している。

### 自治体の構成
この町は、公式には11の地区 (Ort) からなる。このうち孤立農場などを除く集落を以下に列記する。
- ブルクグループ
- ハイク
- ハスラッハ・バイ・クローナハ
- モストホルツ
- ノイケンロート
- ライチュ
- シュトックハイム
- ヴォルファースドルフ

## 歴史
1528年から、この町では石炭が採掘されていた。1639年にバンベルク司教フランツ・フォン・ハッツフェルトは、騎士領シュトックハイムとハースラハをクローナハ市に与えた。しかし、領主は1803年に至るまでバンベルクの司教本部であった。1968年にシュトックハイムの炭坑「聖カタリーナ坑」が閉鎖された。1975年に、市町村合併の先駆けとして、それまで独立の自治体であったブルクグルプ、ハイク、ハースラハ・バイ・クローナハ、ノイケンロート、ライチュおよびシュトックハイムが合併し、シュトックハイムという名の新しい自治体を形成した。（ヴォルファースドルフは、1972年1月1日にすでにシュトックハイムとの合併を済ませていた。）

### 紋章
紋章の図柄：下部は尾を引いた赤い三角図形で、銀色の槌と銀色のハンマーが十字に置かれている。左側は金地に、白い襟の付いた黒い服を着たひげのある人物の半身像。白い折り返しの黒い三角帽をかぶっているが、その先端につけられた6つ角のある赤い星で三角帽が垂れ下がっている。右側は、黒と金で5分割された上に斜めの弓状に湾曲した緑の飾り帯が描かれている。

## 行政

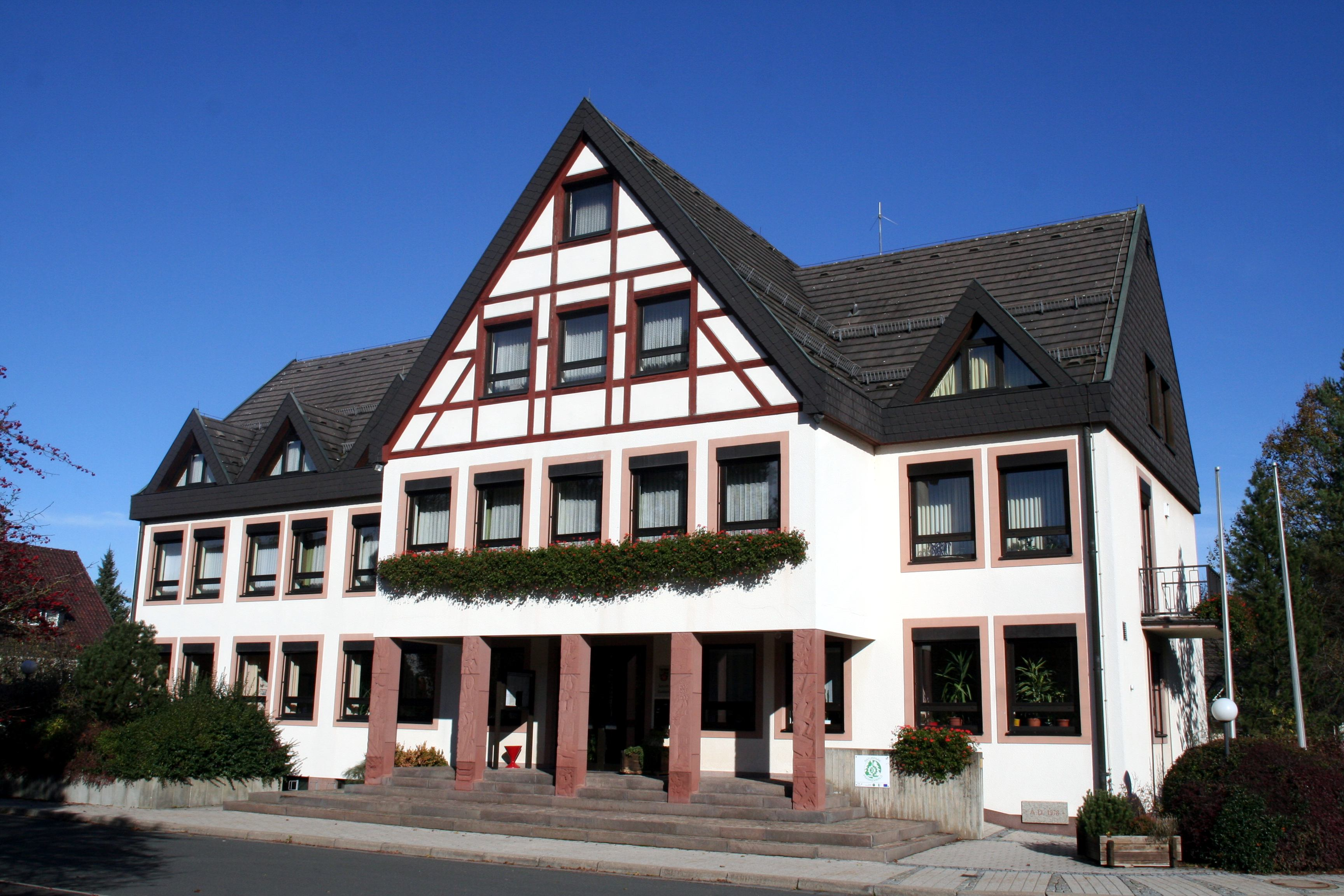
シュトックハイムの町役場

### 議会
議会は、20議席の議員と第1首長から成る。

### 友好都市
- ミュールバッハ・アム・ホッホケーニヒ （オーストリア、ザルツブルク州）

## 経済と社会基盤

### 交通
- シュトックハイムは連邦道B85沿いに位置する。また、観光街道「ビールと古城街道」を推進している。
- シュトックハイムはフランケンヴァルト鉄道沿いにある（ICE ミュンヘン＝ベルリン線）

### 地元企業
- Algi-Seifenfabrik GmbH&Co. KG
- Porzellanfabrik Eversberg
- Waagen Nerreter GmbH

## 引用
1. ↑  https://www.statistikdaten.bayern.de/genesis/online?operation=result&code=12411-003r&leerzeilen=false&language=de Genesis-Online-Datenbank des Bayerischen Landesamtes für Statistik Tabelle 12411-003r Fortschreibung des Bevölkerungsstandes: Gemeinden, Stichtag (Einwohnerzahlen auf Grundlage des Zensus 2011)
2. ↑  Bayerische Landesbibliothek Online